# Une vie (Svevo)
Pour les articles homonymes, voir Une vie.
Une Vie (en italien : Una vita), est le premier roman d'Italo Svevo, publié par Vram en 1892. C'est un roman psychologique sur la difficulté d'être.

## Résumé
Alfonso Nitti, un jeune intellectuel ayant des aspirations littéraires, quitte sa terre natale, où il vivait avec sa mère, pour s'installer à Trieste, où il trouve un travail humiliant de banquier.
Un jour, il est invité chez le banquier Maller ; il y rencontre Macario, un jeune homme sûr de lui avec qui Alfonso construit une amitié, et Annetta, fille de Maller, laquelle est intéressée par la littérature et avec qui Alfonso entame une relation.
Alors qu'il est sur le point de l'épouser, Alfonso fuit afin de pouvoir changer de vie, et rentre à son pays d'origine, où sa mère, gravement malade, meurt.
Alfonso repart alors à Trieste et décide de vivre une vie de contemplation, loin de la passion. Cependant, quand il découvre qu'Annetta s'est fiancée à Macario, Alfonso se sent blessé et cherche par tous les moyens de revenir à la situation précédente. Non seulement il échoue, mais il empire la situation. Jusqu'à ce qu'à la suite d'une énième erreur avec la famille Maller, il se retrouve à défier en duel le frère d'Annetta ; il choisit de se suicider pour mettre fin à cette vie inappropriée.

## Genèse de l'œuvre
Son écriture s'est commencée en 1888. Le livre est d'abord refusé par la maison d'édition Fratelli Treves (it), avant d'être publié en 1892 par Vram, aux frais de l'auteur.
À l'origine, le titre était Un inetto (« Un inepte ») pour mettre plus en avant la psychologie du personnage principal et, d'une certaine manière, le pessimisme typique de l'auteur. Mais ce titre est refusé par l'éditeur et changé en Una vita (« Une vie ») pour reprendre le titre de Guy de Maupassant, Une Vie, sans pour autant qu'il y ait de point commun avec la trame ou le thème abordé. Dans Le Monde, Geneviève Brisac suggère qu'il a d'abord été publié sous le nom d’'Un incapable, et a largement été ignoré à sa sortie.

## Analyse de l'œuvre
Geneviève Brisac le qualifie de « stendhalien, ultramoderne » de par sa trame. Elle décrit l'écriture de Svevo comme « ironique et subtile [qui] se moque des clichés et des lieux communs, à travers la rédaction d'un roman à quatre mains, écrit par le narrateur et sa patronne, Annetta. »
Comme dans Sénilité et La Conscience de Zeno, Svevo met — à son image — en scène un antihéros qui « propos les plus héroïques aux défaites les plus surprenantes. »